# Mbabane Highlanders Football Club
O Mbabane Highlanders Football Club é um clube de futebol com sede em Mbabane, Suazilândia. A equipe compete na Swazi Premier League.

## História
O clube foi fundado em 1952. Mbabane foi durante as décadas de 1980 e 1990 o principal clube no futebol suazi, na época semiprofissional. Durante esse tempo, foi base para os planteis da seleção, que nunca chegou a fases agudas de nenhuma competição internacional.
Atualmente perdeu o protagonismo, devido aos clubes Royal Leopards (que possui ligação com o governo) e o Mbabane Swallows dividirem o protagonismo com títulos do campeonato e copa nacional.
Mbabane é o clube mais vitorioso da historia da Suazilândia.

## Títulos
- Swazi Premier League (12): 1976, 1980, 1982, 1984, 1986, 1988, 1991, 1992, 1995, 1997, 2000, 2001.
- Copa Suazi (7): 1983, 1985, 1990, 1997, 1999, 2009, 2010